# Kurtjatov (ort i Kazakstan)
Kurtjatov (ryska: Курчатов) är en ort i Kazakstan.   Den ligger i oblystet Pavlodar, i den östra delen av landet, 500 km öster om huvudstaden Astana. Kurtjatov ligger 165 meter över havet och antalet invånare är 10 747.
Terrängen runt Kurtjatov är platt, och sluttar norrut.  Trakten runt Kurtjatov är nära nog obefolkad, med mindre än två invånare per kvadratkilometer. Det finns inga andra samhällen i närheten. Trakten runt Kurtjatov består i huvudsak av gräsmarker.